# Salve Rainha (Händel)
Salve Rainha, ou Salve Regina (HWV 241) é uma antífona composta por Georg Friedrich Händel por volta de 1707. É mais provável que a obra tenha sido realizada pela primeira vez para o Domingo da Santíssima Trindade em Vignanello em 19 de julho de 1707 na Igreja de Santa Maria em Montesanto.
A Salve Rainha (em latim: Salve Regina) é um Hino Mariano cantado em diferentes períodos do calendário litúrgico da Igreja Católica. É tradicionalmente cantada nas Completas do Domingo da Santíssima Trindade até as Vésperas do primeiro Domingo do Advento. A Salve Rainha também é a oração final do Santo Rosário.